# Inugami (film)
Pour les articles homonymes, voir Inugami.
Pour plus de détails, voir Fiche technique et Distribution.
Inugami (狗神) est un film japonais réalisé par Masato Harada sorti en 2001.

## Synopsis
Omine, de nos jours : un petit village perdu en pleine montagne sur l'île de Shikoku. Les habitants vivent en communion avec la nature qui les entoure, avec les esprits aussi. La famille Bonomiya passe ainsi pour être maudite depuis des générations, leurs femmes ayant, paraît-il, la faculté de garder prisonnier dans une urne l'esprit malin dénommé Inugami. Miki Bonomiya porte à présent ce fardeau sur ses épaules. Tout va se dérégler le jour où un jeune étranger débarque dans le village, et s'éprend de la belle Miki.

## Fiche technique
- Titre : Inugami
- Réalisation : Masato Harada
- Scénario : Masato Harada, d'après le roman de Masako Bandō
- Production : Masato Hara, Fumio Inoue, Hisao Nabeshima et Shunsuke Yamada
- Musique : Takatsugu Muramatsu
- Photographie : Jun'ichi Fujisawa (ja)
- Décors : Hisao Inagaki
- Montage : Sōichi Ueno (ja)
- Pays de production :  Japon
- Langue originale : japonais
- Format : couleur - 1,85:1 - Dolby Surround - 35 mm
- Genres : drame, film fantastique
- Durée : 105 minutes[1]
- Date de sortie :
  - Japon : 27 janvier 2001[1]

## Distribution
- Yūki Amami : Miki Bonomiya
- Atsuro Watabe (ja) : Akira Nutahara
- Kazuhiro Yamaji (ja) : Takanao
- Hara Taasobi (ja) : Seiji Doi
- Shiho Fujimura : Tomie Bonomiya
- Kanako Fukaura (ja) : Momoyo Bonomiya
- Shion Machida (ja) : Sonoko Bonomiya
- Ken'ichi Yajima (ja) : Michio Bonomiya
- Masato Irie (ja) : Hirofumi Bonomiya
- Makoto Togashi (ja) : Hide, l'infirmière
- Torahiko Hamada (ja) : Le vieil homme en noir
- Myu Watase (ja) : Rika Bonomiya
- Keiko Awaji : Katsuko Doi
- Kyōichi Satō (ja) : Mimoto, le chasseur
- Kimiko Kon'nai (ja) : Kiyomi Bonomiya
- Makoto Togashi (ja) : Hide
- Mitsuoka Yutaro (ja) : Gofun
- Manabu Ino (ja) : Yoshii
- Yuriko Hirooka (ja) : Sawada Husa

## Distinctions

### Récompenses
- Prix de la meilleure actrice (Yūki Amami), lors du Festival international du film de Catalogne 2001.
- Prix du jury, lors du Festival international du film de Newport 2001.
- Prix de la meilleure actrice (Yūki Amami), lors des Blue Ribbon Awards 2002[2].
- Prix de la meilleure photographie (Jun'ichi Fujisawa (ja)) et du meilleur éclairage (Masao Kanazawa), lors des Prix du film Mainichi 2001[3] .

### Nominations
- Ours d'or, lors du Festival de Berlin 2001.
- Prix du meilleur film,lors du Festival international du film de Catalogne 2001.